# Dichelacera scutellata
Dichelacera scutellata är en tvåvingeart som beskrevs av Samuel Wendell Williston  1895. Dichelacera scutellata ingår i släktet Dichelacera och familjen bromsar. Inga underarter finns listade i Catalogue of Life.